# Samuel Paul Welles
Samuel Paul Welles (9 novembre 1907 – 6 agosto 1997) è stato un paleontologo statunitense, ricercatore associato del museo della paleontologia dell'Università della California - Berkeley.
Partecipò a numerosi scavi tra i quali il 'Placerias Quarry' del 1930 e quello che portò alla scoperta del Shonisaurus nel 1954, nel sito ora parte del Berlin-Ichthyosaur State Park. Welles è principalmente noto per la descrizione da lui redatta nel 1954 del dinosauro Dilophosaurus.